# Rathaus (Dortmund)

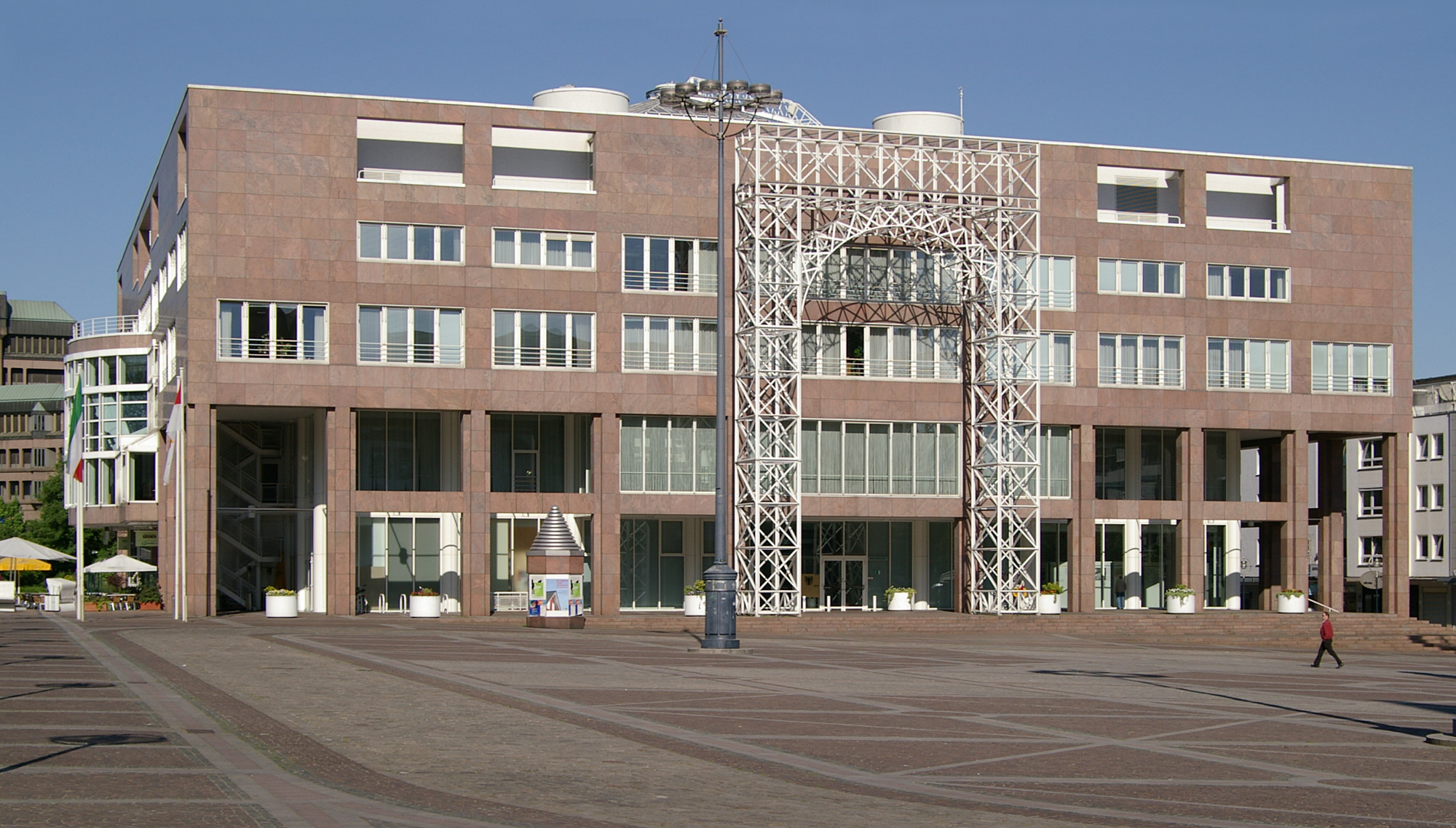
Das neue Rathaus in Dortmund

Das Dortmunder Rathaus ist der Sitz des Rates der Stadt und des Oberbürgermeisters. Es wurde in den Jahren 1987–1989 im Stil der Moderne erbaut.
Von 1244 bis 1955 befand sich das Alte Rathaus am Markt, es war das älteste steinerne Rathaus im deutschen Sprachraum nördlich der Alpen. Es wurde nach Kriegszerstörungen nicht wiederaufgebaut und abgerissen.

## Architektur
Das Gebäude hat eine quadratische Grundform. Die Hauptfront mit dem Eingang ist zum Friedensplatz ausgerichtet. Die beiden stählernen Portale sollen an die Geschichte der einstigen Stahlstadt Dortmund erinnern. Der rötliche Granit korrespondiert mit dem Alten Stadthaus. Das Rathaus begrenzt gemeinsam mit dem gegenüberliegenden Stadthaus den Friedensplatz. Das Pflastermuster des Friedensplatzes spiegelt exakt die Geometrie des Rathauses wider. Kernstück des Rathauses ist eine 28 Meter hohe Bürgerhalle, die von einer gläsernen Kuppel gekrönt wird. Sie erschließt im Erdgeschoss die Ausstellungsräume mit Ausstellungen über die Dortmunder Stadtgeschichte und das Ratscafé. Über eine zweiläufige Freitreppe wird die parlamentarische Ebene erreicht. Hier liegt der Ratssaal mit 138 Plätzen, der durch eine nach außen vorgewölbte Glasfassade Transparenz symbolisieren soll. Die im Halbrund platzierten Sessel ermöglichen den direkten Blick auf den Oberbürgermeister. Von einer Tribüne im zweiten Obergeschoss können bis zu 140 Zuschauer die Ratssitzungen mitverfolgen. Neben dem Ratssaal gibt es im ersten Obergeschoss noch vier weitere Sitzungssäle. In den weiteren Geschossen liegen die Dienstzimmer des Oberbürgermeisters und der Fraktionen.

## Geschichte
Der Mangel an geeigneten Repräsentationsräumen der Stadt für Empfänge, der zu kleine Ratssaal im alten Stadthaus, fehlende Räume für Fraktionsgeschäftsstellen und Besprechungen führten 1974/1975 in Dortmund zu einer intensiven Diskussion um die Errichtung eines neuen Rathauses. Der neue Markt (heute Friedensplatz) sollte umgestaltet werden. Zunächst gab es den Vorschlag, das Alte Rathaus, dessen Überreste 1955 am Alten Markt abgerissen wurden an der Stelle des heutigen Rathauses wieder aufzubauen. Oberbürgermeister Günter Samtlebe kritisierte 1979, dass der Rat unter unwürdigen Bedingungen arbeitet: „Wir haben zurzeit kein Rathaus. Wir haben Verwaltungsbauten und die Gremien des Rates sind quasi als Wurmfortsatz räumlich an die Verwaltung angehängt.“
Zunächst wurde ein städtebaulicher Ideenwettbewerb ausgeschrieben, an dem 25 Architekten teilnahmen. Ein Entwurf von Gerber und Partner bekam den ersten Preis. Nach einer Präzisierung des Raumprogramms folgte 1980 ein Realisierungswettbewerb für den Neubau des Rathauses und einen Erweiterungsbau des Stadthauses. Aus 28 eingereichten Entwürfen ging der Entwurf von Dieter Kälberer als Sieger hervor. Trotz einer Rezessionsphase mit 18 % Arbeitslosen beschloss der Rat am 15. Juni 1985 den Neubau eines Rathauses im Grundsatz. Das Rathaus sollte als Abschluss der innerstädtischen Neugestaltung nach dem Krieg und als Ausdruck bürgerschaftlichen Selbstbehauptungswillens errichtet werden. Trotz angespannter Finanzlage beschloss der Rat am 17. Juni 1986 den Bau des Rathauses und die Neugestaltung des Friedensplatzes.
Am 5. Januar 1987 begannen die Bauarbeiten und am 23. Mai 1987 erfolgte die Grundsteinlegung durch Oberbürgermeister Günter Samtlebe. Im Urkundentext des Grundsteins heißt es: „Rathäuser wurden in Dortmund von der Bürgerschaft immer als Zeichen der Unabhängigkeit und als Ort der Begegnung und der Repräsentation angesehen. In ihnen haben sich stets auch die schöpferische Kraft, der Reichtum städtischen Gestaltungswillens und der Fleiß und das Können der Dortmunder Handwerker verwirklicht.“ Nach zweieinhalb Jahren Bauzeit konnte das Rathaus mit einem großen Bürgerfest am 16. Juni 1989 im Beisein von Ministerpräsident Johannes Rau eingeweiht werden. Nach über hundert Jahren bekamen die gewählten Vertreter der Dortmunder Bürger wieder ein eigenes Gebäude. Der Bau kostete 62 Millionen DM und die Gestaltung des Friedensplatzes kostete noch einmal 10,5 Millionen DM. Was nicht ohne Kritik blieb. Oberbürgermeister Günter Samtlebe bezeichnete das Bauwerk bei der Eröffnung als Pantheon (Ehrentempel) und „Jahrhundertwerk“. Die Dortmunder selbst nennen das Gebäude spöttisch auch großer „Bierkasten“.